# Idioma dyirbal
Dyirbal  /ˈdʒɜrbəl/ (also Djirubal) es una Lengua aborigen australiana hablada en el noreste de Queensland por unos 29 hablantes del pueblo Dyirbal. Es un miembro de la pequeña rama de lenguas dyirbálicas de la familia de lenguas pama-ñunganas. Posee muchas características sobresalientes que lo han hecho muy conocido entre los lingüistas.
En los años transcurridos desde que se publicó la gramática de Dyirbal de Robert Dixon en 1972, Dyirbal se ha acercado constantemente a la extinción ya que los miembros más jóvenes de la comunidad no han logrado aprenderlo.

## Dialectos
Hay muchos grupos diferentes que hablan dialectos del idioma Dyirbal. El investigador Robert Dixon estima que Dyirbal tenía, en su apogeo, 10 dialectos.
Los dialectos incluyen:
- Dyirbal (o Jirrbal[7]) spoken by the Dyirbalŋan[8]
- Mamu, hablado por los Waɽibara, Dulgubara, Bagiɽgabara, Dyiɽibara y Mandubara[8] (También hay diferentes tipos de Mamu hablados por grupos individuales, como Warribara Mamu y Dulgubara Mamu[7])
- Giramay (Or Girramay[7]), hablado por los Giramaygan[8]
- Gulŋay (or Gulngay[7]),hablado por los Malanbara[8]
- Dyiru (or Djirru[7]), hablado por los Dyirubagala[8]
- Ngadyan (or Ngadjan[7]), hablado por los Ngadyiandyi[8]
- Walmalbarra[7]

Los hablantes de estos dialectos consideran en gran medida sus dialectos como lenguas diferentes. Fueron clasificados como dialectos por el investigador Robert Dixon, quien los clasificó como tales según criterios lingüísticos y sus similitudes, algunos dialectos comparten hasta el 90% de sus vocabularios. Dado que los hablantes veían los dialectos como idiomas diferentes, el idioma no tenía un nombre formal, por lo que Dixon le asignó el nombre de Dyirbal, nombrándolo en honor a Jirrbal, que era el dialecto con la mayor cantidad de hablantes en el momento en que lo estaba estudiando.

## Idiomas vecinos
Los idiomas vecinos a los muchos dialectos Dyirbal incluyen:
- Ngaygungu
- Mbabaram
- Muluriji
- Yidiny
- Warrongo
- Warrgamay
- Nyawaygi

## Fonología
Dyirbal tiene sólo cuatro lugares de articulación para la parada y nasales, mientras que la mayoría de los otros idiomas aborígenes australianos tienen cinco o seis. Esto se debe a que Dyirbal carece de la división dental/alveolar/retroflex que se encuentra típicamente en estos idiomas. Como la mayoría de los idiomas australianos, no distingue entre consonantes sonoras (como b, d, g, etc.) y consonantes sordas (las correspondientes p, t y k, etc. respectivamente). Al igual que el Pinyin, la ortografía Dyirbal estándar usa consonantes sonoras, que parecen ser las preferidas por los hablantes de la mayoría de los idiomas australianos, ya que los sonidos (que a menudo pueden ser semisonoros) están más cerca del inglés semisonoro. sonoro b, d, g que aspirado p, t, k.
El sistema Dyirbal vocal es típico de Australia, con tres vocales: /i/, /a/ y /u/, aunque /u/ se realiza como [o] en ciertos entornos y /a/ se puede realizar como [e], también dependiendo de la entorno en el que aparece el fonema. Así, el inventario real de sonidos es mayor de lo que sugeriría el inventario de fonemas. El estrés siempre recae en la primera sílaba de una palabra y, por lo general, en las sílabas impares posteriores, excepto en la última, que siempre no está acentuada. El resultado de esto es que no se producen sílabas acentuadas consecutivas.
|             | Periférica | Periférica | Laminal  | Apical     | Apical |
| Bilabial    | Velar      | Palatal    | Alveolar | Retrofleja |        |
| ----------- | ---------- | ---------- | -------- | ---------- | ------ |
| Oclusiva    | p          | k          | c        | t          |        |
| Nasal       | m          | ŋ          | ɲ        | n          |        |
| Vibrante    |            |            |          | r          |        |
| Aproximante | w          | w          | j        | l          | ɻ      |

## Gramática
El idioma es mejor conocido por su sistema de clase nominales, que suman cuatro en total. Suelen dividirse entre las siguientes líneas semánticas:
- I – objetos más animados, hombres
- II – mujeres, agua, fuego, violencia y, excepcionalmente, animales[11]
- III – frutas y vegetales comestibles
- IV – varios (incluye cosas no clasificables en los tres primeros)

La clase generalmente etiquetada como "femenina" (II) inspiró el título del libro de George Lakoff Mujeres, fuego y cosas peligrosas. Algunos lingüistas distinguen entre tales sistemas de clasificación y el género gramatical de elementos en las categorías de "femenino", "masculino" y (a veces) "neutro" que se encuentra en, por ejemplo, muchos idiomas indoeuropeos.
Dyirbal muestra un sistema de ergatividad dividida. Las oraciones con un pronombre de primera o segunda persona tienen sus argumentos verbales marcados para caso en un patrón que imita lenguaje nominativo-acusativo. Es decir, el pronombre de primera o segunda persona aparece en el caso menos marcado cuando es el sujeto (independientemente de la transitividad del verbo), y en el caso más marcado cuando es el directo objeto. Así, Dyirbal es morfológicamente acusativo en la primera y segunda persona, pero morfológicamente ergativo en otros lugares; y sigue siendo siempre sintácticamente ergativo.

## Tabú
Solía existir un sistema tabú muy complejo en la cultura Dyirbal. Un hablante tenía completamente prohibido hablar con su suegra, nuera, hijo de la hermana del padre o hijo del hermano de la madre, y acercarse o mirar directamente a estas personas. A los oradores se les prohibió hablar con sus primos cruzados del sexo opuesto debido al hecho de que esos parientes pertenecían a la sección con la que un individuo debe casarse, pero eran demasiado parientes cercanos para elegir como cónyuge, por lo que la evitación podría haberse basado en indicar que alguien no estaba disponible sexualmente.
Además, debido a que el matrimonio generalmente se llevó a cabo una generación anterior o posterior, el primo cruzado del sexo opuesto a menudo es una suegra o suegro potencial. Además, cuando estaba dentro del rango auditivo de los parientes tabú, se requería que una persona usara una forma especializada y compleja del lenguaje con esencialmente los mismos fonemas y gramática, pero con un léxico que compartía y en el que no hay palabras del lenguaje estándar, excepto por cuatro elementos léxicos que se refieren a los abuelos por parte de madre y padre.
La relación tabú era recíproca. Por lo tanto, a una persona no se le permitía hablar con su propia suegra y era igualmente tabú que la suegra hablara con su yerno. Esta relación también prevalecía entre ambos géneros, de modo que a la nuera se le prohibía hablar directamente o acercarse a su suegro y viceversa. Este tabú existía, pero se aplicaba con menos fuerza, entre miembros del mismo sexo, de modo que un individuo masculino debería haber usado el estilo respetuoso de hablar en presencia de su suegro, pero el suegro podía decidir si o no usar el estilo cotidiano de hablar o el estilo respetuoso en presencia de su yerno.
La forma especializada y compleja del idioma, el Dyalŋuy, se usó en presencia de los parientes tabú, mientras que una forma denominada Guwal en la mayoría de los dialectos se usó en todas las demás circunstancias. El Dyalŋuy tenía una cuarta parte de la cantidad de elementos léxicos del lenguaje cotidiano, lo que reducía el contenido semántico en la comunicación real en presencia de un pariente tabú. Por ejemplo, en Dyalŋuy el verbo 'pedir' es [baŋarrmba-l]. En Guwal, 'pedir' es [ŋanba-l], 'invitar a alguien' es [yumba-l], 'invitar a alguien para que lo acompañe' es [bunma-l] y 'seguir preguntando después de haber estado dicho' es [gunji-y]. No hay correspondencias con los otros 3 verbos de Guwal en Dyalŋuy.
Para sortear esta limitación, los hablantes de Dyirbal utilizan muchos trucos sintácticos y semánticos para arreglárselas con un vocabulario mínimo que revela mucho a los lingüistas sobre la naturaleza semántica de Dyirbal. Por ejemplo, Guwal hace uso de causativos léxicos, como el transitivo bana- "break" y el intransitivo gaynyja- "break" (similar al inglés be dead/kill). Dado que Dyirbal tiene menos lexemas, se utiliza un morfema -rri- como sufijo derivacional intransitivo. Así, los equivalentes en Dyalŋguy de las dos palabras anteriores eran "yuwa" transitivo e "yuwa-rri-" intransitivo.
Los elementos léxicos encontrados en Dyalŋuy se derivaron principalmente de tres fuentes: "préstamos del registro cotidiano de dialectos o idiomas vecinos, la creación de nuevas formas [Dyalŋuy] por deformación fonológica de lexemas del propio estilo cotidiano del idioma y el préstamo de términos que ya estaban en el estilo [Dyalŋuy] de un idioma o dialecto vecino".
Un ejemplo de préstamo entre dialectos es la palabra sol en los dialectos Yidin y Ngadyan. En yidin, la palabra de estilo Guwal para sol es [buŋan], y esta misma palabra era también el estilo Dyalŋuy de la palabra para sol en el dialecto de Ngadyan. Se plantea la hipótesis de que se esperaba que los niños de las tribus Dyirbal adquirieran el estilo de habla Dyalŋuy años después de adquirir el estilo de habla cotidiano de sus primos cruzados que hablarían en Dyalŋuy en su presencia. Al comienzo de la pubertad, el niño probablemente hablaba Dyalŋuy con fluidez y podía usarlo en los contextos apropiados. Este fenómeno, comúnmente llamado lenguas de la suegra, era común en las lenguas indígenas australianas. Existió hasta alrededor de 1930, cuando el sistema tabú dejó de usarse.

## Young Dyirbal
En la década de 1970, los hablantes de los dialectos Dyirbal y Giramay compraron tierras en Murray Upper, con la ayuda del gobierno federal australiano, y formaron una comunidad. Dentro de esta comunidad, comenzó a ocurrir un cambio en el lenguaje, y con él surgió una nueva forma de Dyirbal, apodada por la investigadora Annette Schmidt "Young Dyirbal" o "YD". Este lenguaje contrasta con el "Dirbal tradicional" o "TD".
El Dyirbal joven es gramaticalmente distinto del Dyirbal tradicional, siendo en algunos casos más similar al inglés, como la pérdida gradual de la inflexión ergativa, como se encuentra en el Dyirbal tradicional, a favor de un estilo de inflexión más similar al que se encuentra en inglés.